# 快艇骰子
快艇骰子，是由Milton Bradley公司（现属孩之宝）发明的一款骰子游戏。最初由商人Edwin S. Lowe在1956年推入市场。

快艇骰子标志

游戏使用投掷五个骰子判断得分，第一次投掷后可以两次选择重新投掷部分的骰子。最后由骰子数字的组合来判断得分。
如果某次投掷出的骰子都是相同的数字朝上，就是“压死/快艇”（Yahtzee），得分最高。

## 玩法
玩家在每一回合擲1至3次骰子完畢後，選擇以下其中一項符合的種類並填入相應點數；惟同一場遊戲除「壓死/快艇」(Yahtzee) 外每一種類只能填入點數一次，如果填入「壓死」、「葫蘆」、「小順」、「大順」、「三條」或「四條」而骰子的組合不符合該格所指定的條件，則需填入零分。
- 數"一" (Ones): 分數得顯示點數為一的骰子的點數加起來。
- 數"二" (Twos): 分數得顯示點數為二的骰子的點數加起來。
- 數"三" (Threes): 分數得顯示點數為三的骰子的點數加起來。
- 數"四" (Fours): 分數得顯示點數為四的骰子的點數加起來。
- 數"五" (Fives): 分數得顯示點數為五的骰子的點數加起來。
- 數"六" (Sixes): 分數得顯示點數為六的骰子的點數加起來。
- 三條/三色同花 (Three of a kind): 為三個點數相同骰子的組合，將五個骰子點數和作為所得分數。
- 四條/四色同花 (Four of a kind): 為四個點數相同骰子的組合，將五個骰子點數和作為所得分數。
- 小順 (Small Straight): 其中四個骰子為1234、2345、3456者，分數得15分。
- 大順 (Large Straight): 骰子點數為12345、23456者，分數得30(15 * 2)分。
- 機會/全選 (Chance): 將五個骰子點數和作為所得分數。
- 葫蘆/俘虜 (Full House): 為三個點數相同骰子和另外兩個點數相同骰子的組合， 將五個骰子點數和作為所得分數。
- 壓死/快艇 (Yahtzee): 為五個點數相同骰子的組合， 第一次分數得50分。

### 特殊規則

#### 压死
只要骰出五個相同的點數，且壓死已填入50以上的分數，那麼在壓死的格子裡會再加100分，此後可以任選一個剩餘的格子進行計分，但如果骰出來的點數並無法使玩家在前六個格子獲得更多分數，則填入「葫蘆」、「小順」或「大順」，可分別獲得25、30及40分（即便骰子組合並不符合該格的條件）。

### 加分
假如數"一"、數"二"、數"三"、數"四"、數"五"、數"六"的得分和不小於63分，則再得35分。